# Le Meurtre du Samedi-Gloria
 (novembre 2020).
Si vous disposez d'ouvrages ou d'articles de référence ou si vous connaissez des sites web de qualité traitant du thème abordé ici, merci de compléter l'article en donnant les références utiles à sa vérifiabilité et en les liant à la section « Notes et références ».
Le Meurtre du Samedi-Gloria est un roman de Raphaël Confiant publié pour la première fois aux éditions Mercure de France en 1997. Il s’agit de son premier roman policier. Il a été écrit dans la commune du Vauclin en Martinique, entre 1994 et 1997.

## Résumé
L’action se déroule au début des années soixante en Martinique. Un policier revient dans son île natale après avoir travaillé dans un commissariat parisien. Un combattant de damier, c’est-à-dire le champion qui représente son quartier durant un combat chorégraphique, a été retrouvé mort. C'est le conducteur de camion, Romule Beausoleil, devenu "major" par l’entremise de Philomène. A l’écart de "l'En-ville", des rues de Fort-de-France, Pa Victor, un "nègre-Congo", a initié Beausoleil à cette forme de combat pratiquée par les descendants d’esclaves. Beausoleil a été assassiné le jour du Vendredi Saint, appelé Samedi-Gloria dans les Antilles francophones. Carmélise l'a retrouvé avec une entaille béante au niveau du cou.
À la suite du meurtre de ce « fier-à-bras » du Morne Pichevin, un des quartiers de Fort-de-France, l’inspecteur Dorval et son adjoint Hilarion se lancent à la poursuite du meurtrier. Au fil de leur enquête, ils s’efforceront de démêler les mobiles du crime sauvage commis contre celui qui fut un des premiers habitants du quartier. Les différentes pistes suivies par les enquêteurs les amèneront à interroger les insulaires issus des différentes communautés présentes en Martinique (békés, mulâtres, chabins...). Cette enquête permettra de découvrir le peuple de Fort-de-France avant son accession à une indépendance relative. En cela, ce récit policier tient également du roman historique et de la satire décoloniale.

## Contexte
Raphaël Confiant dépeint la société martiniquaise des années 1960. En cela, cette œuvre tient du roman noir dans la mesure où elle est ancrée dans une réalité sociale précise. De plus, ce roman policier est animé de valeurs contestataires. Son auteur critique l’hypocrisie morale et religieuse générée par la société coloniale. Celle-ci, en pleine mutation après la Seconde Guerre mondiale, se retrouve confrontée conjointement à l’urbanisation et à la mondialisation. Hanétha Vété-Congolo souligne que : «  L’histoire du Meurtre du Samedi-Gloria se déroule au moment où la Martinique subit des bouleversements économiques, sociaux et infrastructurels importants dans les années 1960. »

## Personnages
Romule Beausoleil : Le conducteur du « camion à la tinnette-municipale », c’est-à-dire du véhicule qui transporte les toilettes publiques, est retrouvé mort au début du roman. Nous assistons au récit rétrospectif des événements qui ont précédé son assassinat. Le jour du Samedi-Gloria il devait affronter Waterloo au combat de damier. En concubinage avec Ferdine, il l’a séduite au bal. Cette dernière est parvenue, en invoquant « la déesse Mariémèn », à lui faire perdre son odeur d’excréments. Il sombre dans l’alcoolisme en raison de son impuissance à enfanter avec Ferdine. Philomène parvient à le convaincre de s’initier au damier auprès de Pa Victor. Pendant ce temps elle perd la jeune indienne avec l’aide de Chrysopompe de Pompinasse. À son retour Ferdine a disparu et Hermancia la remplace à la suite des manigances de Philomène et Carmélise. Cette dernière lui a confié un coq pour qu’il le soigne et combatte dans les gallodromes. L’animal, qui appartient à Jonas de Malmaison meurt par la faute du conducteur de camion. Alors qu’il se prépare au combat avec son rival, Romule Beausoleil entreprend une pénitence le long du chemin de croix qui mène au Calvaire. Il semble s’être converti à l’adventisme, il parvient à ne pas céder à la violence lors de son altercation avec le Docteur Mauville. Cependant, il menace Chrysopompe de Pompinasse, la veille du meurtre, de venger les outrages subis par ses concubines.
Philomène : Elle est « la péripatéticienne féerique », déjà présente dans La Vierge du Grand-Retour, qui pousse Romule Beausoleil à s’initier au damier afin de défendre l’honneur du Morne- Pichevin. C’est une " câpresse ", autrement dit une femme métisse issue d’une union entre un noir et une mulâtresse ou inversement. Elle est à l’origine du déshonneur subi par Ferdine et indirectement celui d’Hermancia puisque c’est elle qui fait jouer ses relations afin d’éloigner Romule Beausoleil de sa première épouse. Elle se targue d’être une femme indépendante, car elle n’a aimé que deux hommes : Amédé Mauville, un professeur de latin dissident qui a trouvé la mort en Dominique, et le Général de Gaulle. Parmi les commères de Philomène figure Carmélise la mère d’une douzaine d’enfants " tous de père différents ". Elles participeront à la conjuration lancée contre Ferdine, la première épouse de Beausoleil.
Dorval : L’Inspecteur qui se saisit de l’enquête contre les directives de son supérieur hiérarchique, le commissaire Renaudin. Originaire de Martinique, cet ancien agent de retour de la métropole après avoir travaillé dans un commissariat parisien, refuse que l’affaire soit classée sans suite contre l’avis de sa hiérarchie. Frédéric Dorval est Inspecteur de premier grade, fonctionnaire de police à l’Hôtel de Police de Fort-de-France. C’est le sosie de l’acteur américano-bahaméen Sidney Poitier. Il est assisté de son adjoint Hilarion.
Ferdine : Une " coulie ", c’est-à-dire une indienne ou une descendante de travailleurs asiatique, que Beausoleil épouse après avoir dansé avec elle au bal. Elle est la fille de Naïmoutou et sera victime d’une machination orchestrée par les femmes du quartier du Morne-Pichevin. Chrysopompe parvient à la séduire à grâce à ses poésies et parce qu’il imite le chanteur Tino Rossi. Après avoir été du Morne Pichevin elle trouvera refuge auprès de son oncle, le sage Tengamen Zwazo, car son père refuse qu’elle réintègre le foyer familial. Son père, Naïmoutou Ardanaye, travaille avec Romule Beausoleil. Tous deux conduisent le camion de la " tinette-municipale ". Le défunt a séjourné chez lui après avoir épousé sa fille et retourne ensuite au Morne-Pichevin.
Waterloo Saint-Aude : Le rival de Romule Beausoleil. Originaire d’un quartier différent du Morne Pichevin, ce " fier-à-bras " du Bord du Canal devait affronter la victime le jour de son assassinat. Nous apprendrons que son alibi est caduc puisqu’il s’est rendu chez sa maîtresse, Evita Ladouceur, le jour du meurtre. De plus, il a croisé Beausoleil la veille de son assassinat. Ce dernier, après sa pénitence menace le major Waterloo. Il est le mari d'Anastasie Saint-Aude. Rigobert loue ses qualités laborieuses. Elle a la réputation d’être avare, à l’exacte opposée de son mari coureur et dépensier.
Hermancia Formont : Cette jeune femme est manipulée par Philomène afin de remplacer Ferdine auprès de Beausoleil. Carmélise, une de ses cousines éloignées, fait courir la rumeur qu’elle est vierge. Elle sera alors victime d’un viol collectif auquel se livrent tous les hommes du quartier dans le sillage de Chrysopompe de Pompinasse. Elle sera ensuite internée à l’hôpital psychiatrique de Colson, établissement dans lequel Dorval et Hilarion viendront l'interroger.

## Thèmes
Oralité :
L’oralité, la puissance de la parole et le poids des rumeurs dans la vie communautaire sont autant de thèmes essentiels qui se déclinent dans ce roman. C’est grâce à leurs interrogatoires informels que Dorval et Hilarion parviendront à éclaircir le mystère qui entoure l’assassinat de Beausoleil. Aussi, Chrysopompe de Pompinasse vient à bout de Ferdine grâce à ses " paroles fleuries ", il la manipule sans vergogne avec l’aide de Philomène et Carmélise. Celles-ci complotent contre la jeune femme en raison de ses origines et du fait qu’elle ne parvient pas à enfanter. Hanétha Vété-Congolo met en valeur la place des femmes dans la transmission des traditions communautaires.
Philomène agit en démiurge là où les hommes ne sont que des « fiers-à-bras », des « coqs » à l’instar de ceux qu’ils font combattre, et des « aigrefins ». Les femmes sont du côté d’une parole performative. Toutefois, elles apparaissent plus souvent comme des victimes de violences d’ordre physique, psychologique, mais également de l’incommunicabilité à l’instar d’Anastasie Waterloo.
La parole, son absence ou sa prolifération contribuent à la création d’une atmosphère mystérieuse, sonore, à l’image de la musicalité des langues et des voix qui l'animent.
Créolisation :
L’auteur créole, qui contribue par ailleurs à l’enseignement et à la diffusion de cette langue, dresse le portrait d’une Martinique, cosmopolite. Il ne définit pas l’identité martiniquaise, mais illustre l’idée que les sociétés créoles sont multiculturelles. Édouard Glissant prolonge les travaux de Frantz Fanon afin d’analyser l'antillanité, dans son essai intitulé Le Discours antillais. Il défend l’idée que les sociétés antillaises doivent se réapproprier leur espace et leur mémoire collective. Dans « L’Éloge de la créolité », les trois signataires de ce manifeste écrivent : « Nous faisons corps avec notre monde. Nous voulons en vraie créolité y nommer chaque chose. C’est par ce systématisme que se renforcera la liberté de notre regard. Notre écriture doit accepter sans partage nos croyances populaires, nos pratiques magico-religieuses, notre réalisme merveilleux, les rituels liés aux milan, aux koudmen. »
En ce sens, Raphaël Confiant écrit un roman dans un français qui s'inspire de celui mâtiné du créole parlé en Martinique. Lors des échanges entre Dorval et les différents protagonistes du roman, il questionne ses interlocuteurs en français et ceux-ci lui répondent souvent en créole. L'écriture de cette langue vernaculaire témoigne d'une volonté de faire advenir le « Tout-Monde », un espace qui oppose à la mondialisation une "mondialité" respectueuse des singularités et qui ne soit pas synonyme d'aliénation mais de partage. La créolisation est un processus développé plus particulièrement par Édouard Glissant qui la définit en ces termes : C’est « un métissage des cultures au contact de l’imprévisible. » Cependant, la créolisation désigne, par extension, un phénomène d'hybridité entre des cultures en contact les unes avec les autres. Ainsi, l'identité créole doit être perçue au prisme de l'interculturalité, de la mise en relation des cultures menacées par l'hégémonie culturelle. Les auteurs que l'on associe à la créolisation prennent, en ce sens, le contre-pied de l'uniformisation générée par la mondialisation et l'impérialisme linguistique.
Raphaël Confiant explique, à propos de la notion de créolité, dans une interview réalisée en 2010 :
« Le monde entier se créolise […] Ce qui s’est passé aux Antilles préfigure la créolisation à l’œuvre aujourd’hui à l’échelle de la planète. Il y a quelque chose d’exemplaire dans l’expérience des Caribéens qui ont inventé de toutes pièces une identité et une culture originales. Depuis plus de 30 ans, à travers mes romans, j’essaie de montrer la force et la beauté de cette créolité avant la lettre des îles antillaises. Aussi, mon ambition la plus chère serait-elle de voir un jour mes ouvrages réunis sous le titre de “comédie créole” ! » Cette allusion à La Comédie humaine de Balzac met en valeur l'ambition sociologique de l’auteur qui cherche également à « faire concurrence à l’état-civil » pour reprendre la formule de l’écrivain réaliste. Il assigne pour mission à la littérature de faire exister le créole et l’espace insulaire martiniquais dans un univers mondialisé. 
Traditions :
La société coloniale des années 1960 décrite par Raphaël Confiant reflète la baisse de prégnance des traditions ancestrales. Hanétha Vété-Congolo souligne que la danse du damier entretient une filiation certaine avec le bèlè. Cette discipline, à la croisée de la danse et de la musique, est un héritage de l’esclavage ou des "marrons", ces esclaves qui ont fui les plantations (phénomène appelé également marronnage).
Le combat du damier symbolise ainsi la lutte pour l’indépendance et la survie. De plus, nous pouvons l’interpréter, dans le contexte morbide sur lequel s’ouvre le roman, comme un signe qui annonce : « la désintégration de la culture, sinon les irréversibles transformations inédites qu’elle subira. Les campagnes se dépeuplent au profit des villes et celles-ci ne peuvent ni prendre en charge ni intégrer pour leur survivance les valeurs et propriétés de la campagne qui garantissent équilibre et perpétuation de la tradition. » Malgré le déclin des pratiques traditionnelles, Le meurtre du Samedi-Gloria présente une réappropriation littéraire de cet héritage culturel qui découle des traites négrières, de l'esclavage et de la colonisation française.

## Inspiration
Le titre du roman nous plonge d’emblée dans la liturgie catholique. Le Samedi-Gloria désigne le jour qui suit le Vendredi saint dans les Antilles francophones. Ce rituel témoigne du syncrétisme des pratiques religieuses. C'est l'équivalent de la Vigile pascale. Le Samedi-Gloria désigne ainsi : « [La] veillée nocturne durant laquelle est célébrée la résurrection du Christ. Dans la tradition martiniquaise, le tambour " bélé " s’arrête après le carnaval, au début du carême, pour renaître au " samedi gloria ».
L'Histoire de la Martinique est liée aux pratiques culturelles qui se sont développées en lien avec le " bélé " (ou bèlè). Cette pratique associe au chant, le conte, la musique et la danse. Elle est caractéristique de la culture des mornes dans lesquels les esclaves (appelés aussi "nouveaux libres" ou " marrons ") ont trouvé refuge après le Décret d'abolition de l'esclavage du 27 avril 1848.

## Réception critique
Prix et sélections :
Fort de son succès, le roman est publié pour la première fois aux éditions Mercure de France en 1997. La même année, il remporte le prix RFO du livre, une distinction décernée par la Radio France Outre-mer.
Réception universitaire :
La religion et la magie imprègnent ce roman. Toutefois, il se présente d’abord comme une satire de la corruption des mœurs, de l’hypocrisie sociale et religieuse. C’est un des aspects qui amène Richard D.E. Burton, professeur à l’université du Sussex, Brighton (Angleterre), à intituler la partie de son ouvrage consacré aux auteurs du "roman marron" et à la littérature martiniquaise : « Raphaël Confiant et le roman carnavalesque ».
La liturgie catholique donne une portée universelle et subversive au roman noir de Raphaël Confiant. A la page 13 nous apprenons que le combat était prévu depuis la fin du Carnaval. Ce rituel et les prolongements théoriques qui en découlent sont mis en relief par l'auteur de l'essai sur "le roman marron" : Richard D.E. Burton. Nous mentionnerons, à sa façon, Mikhaïl Bakhtine ainsi que ses théories sur le dialogisme et la dimension carnavalesque des romans populaires. Celles-ci entrent en résonance, de manière significative, avec l'écriture romanesque de Raphaël Confiant.
Ainsi, le Samedi-Gloria annonce la fin du Carême, il s’agit de l’ultime veillée avant Pâques. C’est, en quelques sortes, le pendant du carnaval. Il marque l’entrée dans la période de pénitence que constitue le Carême. L’univers créé par Raphaël Confiant procède régulièrement du carnavalesque, dans la mesure où les hiérarchies et les valeurs sont constamment renversées. Cela témoigne d'une prééminence de l'humour trivial et grotesque sur le sens figé de l'interprétation historique.
Dans Le Meurtre du Samedi-Gloria, la subversion résulte du renversement de l’ordre colonial, par le biais de motifs religieux. En ce sens, la tonalité grotesque est une arme au service de satire des autorités. Elle contribue à conférer une dimension carnavalesque à ce récit policier. Dans ses romans postérieurs, Raphaël Confiant aura régulièrement recours à ce même procédé tout en donnant à voir et à entendre les réalités vécues par les habitants de Fort-de-France.

## Éditions et traductions
Le roman est réédité aux Éditions Gallimard en septembre 1999. Traduit en italien sous le titre L’omicidio del Sabato Gloria par Yasmina Mélaouah, cet ouvrage est paru à Turin, dans la collection I Dirgibili des éditions Instar Libri, en 2003.